# Voyriella parviflora
Voyriella es un género monotípico de plantas con flores perteneciente a la familia Gentianaceae. Su única especie: Voyriella parviflora (Miq.) Miq., es originaria de  Panamá, Colombia, Venezuela, Guyana, Surinam, Guayana Francesa, Perú y Brasil.

## Descripción
Es una planta herbácea perenne, de color blanco, sin clorofila . Los tallos cuadrados , a veces ligeramente alados. Las hojas  escamosas .  El estigma bilobado o variable. 

## Hábitat
Se encuentra en las selvas tropicales , en alturas bajas y medianas .  

## Taxonomía
Voyriella parviflora fue descrito por (Miq.) Miq. y publicado en Stirpes Surinamensis Selectae 147. 1850[1851].
Sinonimia
- Voyria  parviflora Miq.
- Voyriella oxycarpha Sandwith[1][2]